# Salinas de Oro
Salinas de Oro (spanska) eller Jaitz (baskiska), officiellt Salinas de Oro/Jaitz, är en kommun i Spanien.   Den ligger i provinsen och regionen Navarra, i den nordöstra delen av landet, 300 km nordost om huvudstaden Madrid. Antalet invånare är 117.